# 尹厚明
尹厚明（韓語：윤후명，1946年1月17日—2025年5月8日）是一名当代韩国当代作家，出生于江原道江陵市，毕业于延世大学。著名的作品有以中国作为题材、1983年出版的《敦煌之爱》。